# バンク・オブ・アメリカ・スタジアム
バンク・オブ・アメリカ・スタジアム（Bank of America Stadium）は、アメリカ合衆国のノースカロライナ州シャーロットにあるスタジアム。NFLのカロライナ・パンサーズとMLSのシャーロットFCが本拠地にしている。2002年からは、その年新設されたNCAAカレッジフットボールのボウル・ゲーム「メイネケ・カー・ケア・ボウル」の開催地にもなっている。

## スタジアム建設の経緯
1987年、NBAのエクスパンションによってシャーロットに新球団シャーロット・ホーネッツが誕生することが決まった（2002年にルイジアナ州ニューオーリンズに移転）。これに触発されたのが、かつてNFLボルチモア・コルツ（現インディアナポリス・コルツ）でプレーしていたジェリー・リチャードソン。彼はカロライナにNFLのチームを誕生させるため、後援者となりうる様々な人物と計画について話し合った。
リチャードソンのグループは、シャーロットの山の手地区に70,000人を収容できる新スタジアムを公的援助なしで建設することを決定した。このことが発表されると、地元では政・財・民が一体となった一大ムーブメントが起こり、新チームがカロライナ地方で受け入れられることをNFL機構側に示した。上院議員のジェシー・ヘルムズ（共和党、ノースカロライナ州選出）とアーネスト・ホリングス（民主党、サウスカロライナ州選出）は党派を超えて結託し、NFL各球団オーナー陣に働きかけを行った。また、両州知事もこれに関し委員会を設置した。
さらに、NFLプレシーズンゲームやNFL以外のフットボールの試合にも観客が多く詰めかけた。1993年、リチャードソンのグループは、スタジアム建設資金の一部をラグジュアリー・ボックス等の売り上げから拠出すると発表。するとチケットは1日で完売した。
1993年、NFL機構は新球団をカロライナ地方に誕生させることを決定、発表した。リチャードソンは新スタジアムについて、市民の税負担なしで建設されることを市民に説明した。建設はすぐに開始された。
1995年に誕生した新球団カロライナ・パンサーズは、1年目はカレッジフットボールのクレムゾン・タイガース（クレムゾン大学）の本拠地メモリアル・スタジアムを間借り。2年目の1996年から、同年に完成した新スタジアムを本拠地にした。スタジアムは建設時はカロライナス・スタジアム（Carolinas Stadium）と呼ばれていたが、開場と同時にエリクソン・スタジアム（Ericsson Stadium）となった。これはスウェーデンの通信機器メーカー・エリクソンが命名権を10年2000万ドルで契約したため。しかし同社が2004年にネーミングスポンサーを降りたため、代わって地元に拠点を置く銀行業バンク・オブ・アメリカが20年契約で命名権を取得。現在の名称になった。

## 歴史
1994年4月22日、着工。
1996年8月3日、開場に先立ち、パンサーズ対シカゴ・ベアーズのプレシーズンマッチを開催。30-12でパンサーズの勝利。
1996年9月1日、レギュラーシーズン初戦、パンサーズ対アトランタ・ファルコンズを開催。　29-6でパンサーズの勝利。
1996年9月14日、開場。
1997年10月10日、ローリングストーンズがライブを開催。
2004年、バンク・オブ・アメリカが命名権を購入し、現在の名称へ。
2010年3月24日、サッカー初開催となる、国際親善試合のメキシコ代表対アイスランド代表が開催された。結果は0-0の引き分け。
2022年、MLSのシャーロットFCが本拠地として使用予定。